# Epirhyssa pyrrha
Epirhyssa pyrrha là một loài tò vò trong họ Ichneumonidae.